# 천국 최후의 항전
천국 최후의 항전(원제: Heaven's Last Stand)은 스타크래프트1 유즈맵이다. 이 게임의 줄거리는 신이 잠에 빠져 있을 때 천국의 진영에 악마 3군주가 쳐들어간다는 것이다.

## 승리 조건
승리 조건은 다음과 같다.
- 천사 진영: 지옥의 3군주(사탄, 아스모데오, 아스타로스)의 사망
- 악마 진영: 45분 내: 신(God)의 왕좌 파괴, 45분 이후: 신의 사망

## 영웅 및 특수 유닛
각각의 진영에는 대표 영웅과 영웅에 귀속되는 특수 유닛들이 있다.
- 천국 진영

예수: 예수(Jesus), 라파엘(Raphael), 나타니엘(Nathanael)

특수 유닛: 대천사(Archangels), 수호의 대천사(Guardian Angels)를 제외한 모든 천사 보유
제호엘: 제호엘(Jehoel), 자드키엘(Zadkiel)

특수 유닛: 능천사(Powers), 수호의 대천사(Guardian Angel), 주천사(Dominions)
미카엘: 미카엘(Michael), 스둘(Sethur)

특수 유닛: 좌천사(Thrones), 주천사(Dominions)
세라피엘: 세라피엘(Seraphiel), 가브리엘(Gabriel)

특수 유닛: 역천사(Virtues), 권천사(Principalities), 주천사(Dominions)
우리엘: 우리엘(Uriel), 메타트론(Metatron)

특수 유닛: 주천사(Dominions), 대천사(Warrior Angels)
- 지옥 진영

사탄: 사탄(Satan),벨제부브(Beelzebub), 맘몬(Mammon), 죄(Sin)

특수 유닛: 타락 천사(Fallen Angel), 불타는 악마(Flame Demon)
아스모데오(아스모데우스): 아스모데오(Asmodeus), 세미야즈(Samayazza), 사마엘(Samael)

특수 유닛: 불타는 악마(Flame Demon), 지옥의 불길(Hell's Fire), 염화귀(Wrath of Agony)
아스타로스: 아스타로스(Astaroth), 아바돈(Abaddon), 베리스(Berith)

특수 유닛: 심연의 악령(Fallen), 타락 천사(Fallen Angel), 심연의 기사(Hell's Knight)
45분간 왕좌를 지켜내면 천국의 모든 영웅은 부활하며 이외에 신(God)과 치천사(Seraphim) 등이 천국 진영에 추가된다. 악마 일반 병력(군세)은 45분간 끊임없이 지원되지만, 45분의 시간이 경과한 후에는 더 이상 지원되지 않는다. 지옥의 3군주(사탄, 아스모데오, 아스타로스)가 사망하면 시간과 관계 없이 악마 진영은 패배하게 된다. 또한 45분 이내에 신의 왕좌가 파괴될시 천국 진영은 패배하게 되며 신이 파괴당할시 역시 똑같이 천국 진영이 패배한다.

## 건물
천국의 관문: 맵상 가운데의 아래쪽에 위치한 건물로, 5분마다 천국측 천사장들의 고위천사가 각각 2기씩 생성된다.단 미카엘과 제호엘은 고위천사가 3기씩 나온다.

거룩한 영지: 미니맵에서 3시에 위치한 건물이다. 3분 30초마다 하위 천사들이 생성된다. 1시에 위치한 회복의 샘(영웅, 고위 천사의 치료소)으로 향하는 길목에 위치한 건물이다.

최후의 성전: 맵의 가운데에 위치하였으며 천사장과 예수만 치료할 수 있는 치료소가 있고, 5분마다 예수의 좌, 주, 역, 능천사가 각각 한 개씩 생성된다.또한 성전 위쪽 탱크에서는 권천사가 2마리씩 생성된다.

축복의 광장: 미니맵에서 9시에서 10시 방향에 위치한 건물로, 이 건물이 파괴되지 않으면 악마는 12시 왕좌 입성할 수 없다. 이 건물이 파괴되면 또한 신의 왕좌의 무적 상태가 해제된다.

신의 왕좌: 12시에 위치한 건물로, 이것이 45분 내에 파괴되면 천국은 패배한다. 45분 동안 천사들이 반드시 지켜야할 건물이자 45분 후에는 이 주위에 신과 4기의 치천사가 생성된다.

배덕의 탑: 거룩한 영지, 최후의 성전, 축복의 광장이 파괴되면 활성화되는 지옥측 건물로, 최후의 성전에 위치해 있다. 배덕의 탑과 동시에 생성되는 비콘에서 악마 영웅들은 회복할 수 있다. 이곳은 지리적으로 왕좌와 인접해 있다는 점 때문에 약간 더 많은 회복 쿨타임이 요구되는 특수 회복소이다. 일정 시간이 지나면 배덕의 탑의 무적 상태가 해제되며, 배덕의 탑이 파괴되면 치료소도 사라진다.
악의 독연(스포어 콜로니): 지옥측 아스타로스와 아스모데오 진영에 하나씩 사탄진영에 2개가있으며 배덕의 탑이 활성화 될시 중립이던 2개의 악의 독연이 악측 소유가 된다.

지옥의 나락(성큰 콜로니): 지옥측 아스타로스와 아스모데오 진영에 2개식 사탄진영에 4개가 있으며 배덕의 탑이 활성화 될시 중립이던 하나의 지옥의 나락이 악측소유가 된다.

## 전술
천국 최후의 항전에는 다양한 전술이 있으며, 각 파트별로 역할이 분담되어 있다. 천국 진영은 기본적으로 라인을 형성하여 방어를 하며 라인이 밀리면 후방에서 방어를 하는 식으로 운영한다. 지옥의 전술은 각각의 라인을 돌파하며, 최종적으로 신의 왕좌를 파괴하는 식이다. 다만 이것이 개의치 않고, 상대 다수의 고위 천사를 섬멸한 상태, 혹은 불타는 악마가 많이 남고 시간이 부족한 상태에는 특별히 <신 잡기>라는 전술을 활용하기도 한다. <신 잡기>의 전제 조건은 '예수'가 제거된 상태이다. <신 잡기>를 통해 신이 제거되는 경우 천국 진영은 패배하나, 이 전략의 승률은 높지 않은 것으로 보고되고 있다. '예수'가 사망하지 않은 경우, 신의 체력은 제거 불가능에 가까울 만큼 높은 것으로 보고되고 있다('예수'의 체력 추정값: 3만).
천국 최후의 항전의 전술은 크게 두 가지로, 한국의 진행 방식과 외국의 그것은 서로 다른 것으로 알려져 있다. 한국은 축복의 광장과 최후의 성전의 전투를 중심으로 진행하는 경우가 잦은 반면 외국은 거룩한 영지에서의 전투를 중심으로 게임이 진행된다. 한국에서는 거룩한 영지에서의 전투 자체를 천사들이 포기하고 포토 라인에서 수비하는 것을 되도록 중심으로 하는 이른바 '거영 포기 전략'이 주류를 이룬다. 거룩한 영지의 개방적인 지형적 특색 때문에 스웜이 쳐지면 수비하기 까다롭다는 점이 이 전략이 성행하게 된 주요한 이유 중 하나로 지적되고 있다.
기본적으로 천국은 대체로 2개의 영웅을 컨트롤하며, 상급 천사와 하위천사를 활용해 라인 형성 및 지옥의 3군주 제거에 초점을 둔다. 지옥은 대체로 3개의 영웅을 컨트롤하며, 끊임없는 병력(군세)으로 천사를 공격하고 최종적으로는 왕좌의 파괴에 초점을 둔다.
천사의 컨트롤 유닛 수가 악마의 유닛 수에 비해 상대적으로 적으며, 일반 천사를 제외하고는 모두 특수 유닛만을 컨트롤하기에 악마 플레이어보다 천사 플레이어가 비교적 더 쉬운 것으로 알려져 있다.

## 시스템
B 버전에서는 F5(천국)와 F6(악마) 키를 통해 영웅 생존 여부를 확인할 수 있으며 F7 키를 통해 영웅의 현재 위치를 맵핑으로 볼 수 있다.

## 판
국내 번역 버전으로 B 버전과 E 버전이 있으며, B 버전 초기에는 vSky 버전에서 일부 기능을 추가한 시스템을 갖추고 있었다.
초기 버전(vSky)은 번역이 되지 않았다는 점, 영웅 확인 시스템이 없다는 점 등 때문에 국내에서는 거의 사용되지 않는다.

## 커뮤니티
한국에는 많은 천국 최후의 항전 커뮤니티가 있다. 모두 스타크래프트 피시 서버에서 운영되는 커뮤니티이다.

## 문제
초기 버전부터 꾸준히 지적되어 왔던 문제는 밸런스 문제이다. 이에 대해 AOS와 RTS를 결합한 이러한 게임의 특성상 유닛들의 체력, 공격력, 방어력이나 유닛 고유 특성, 마법 등의 값을 조절하기가 대단히 까다롭다는 점이 그 이유로 꼽히고 있다. 또한 이 게임은 기본적으로 천국 대 악마의 구도로 짜여 있으면서도 5:3이라는 수적 편향성을 극복하지 못하고 있다. 이 점 때문에 이 게임의 플레이에서 악마 측의 패배가 상대적으로 더 많이 보고되고 있다.
이 게임은 한 명의 실수나 실력 편차로 인해 판 전체가 기울어지는 경향이 짙은 특성을 보여주고 있다. 이에 따라 게임 시작 전에 맵과 관련된 질문(테스트)을 보고 이 질문에 대답하지 못하면 해당 유저를 강제 퇴장시키는 등 신규 유저에 대해 관대하지 못하고 배타적인 게임으로 변질되었다. 배타성은 게임 자체의 특성에서뿐만 아니라 이 게임과 관련된 친목 커뮤니티(길드, 팀 등)가 활보하는 점 등에서도 발견된다. 이와 관련하여 2011년 후반기에 신입 유저들에 대한 강제 퇴장을 자제하고 맵 테스트도 보지 말자는 일종의 논의들이 있었으나 무산되었고 여전히 신규 유저는 이 게임을 플레이조차 해보지 못하는 경우가 많은 것이 현실이다.